# Wingsbach
Wingsbach ist einer der kleineren Stadtteile der Stadt Taunusstein im südhessischen Rheingau-Taunus-Kreis.

## Nachbarorte
Die folgenden Orte grenzen an Wingsbach.

## Geschichte

### Ortsgeschichte
Das Bestehen des Ortes ist unter dem Namen Wingisbach seit 1223/34 urkundlich bezeugt, er entstand aber vermutlich schon um die Jahrtausendwende. Über eine sichere Namensdeutung sind sich die Historiker uneins. Während die einen den Namen Wingsbach als den früheren Besitz des „Wuno“ oder „Wüno am Bach“ deuten, meinen andere, die Wortwurzel sei „Winigesbach“, was als „Bach des Winiger“ zu übersetzen wäre.
Die Geschichte von Wingsbach ähnelt in vielem der Historie seiner Nachbarorte. Sie alle lagen während des Mittelalters im Spannungsfeld zwischen den Rechten des Abtes von Bleidenstadt und den Ansprüchen der Grafen von Nassau. Die weltlichen Herren verstanden es nämlich geschickt, die ursprünglichen Rechte der Geistlichkeit immer weiter in den Hintergrund zu drängen und schließlich unwirksam werden zu lassen.
Hessische Gebietsreform (1970–1977)
Zum 1. Juli 1972 wurde die bis dahin selbständige Gemeinde Wingsbach im Zuge der Gebietsreform in Hessen auf freiwilliger Basis in die 1971 neu entstandene Stadt Taunusstein als Stadtteil eingegliedert. Für Wingsbach wurde wie für die übrigen Stadtteile von Taunusstein ein Ortsbezirk mit Ortsbeirat und Ortsvorsteher gebildet.

### Verwaltungsgeschichte im Überblick
Die folgende Liste zeigt die Herrschaftsgebiete und Staaten, in denen Wingsbach lag, bzw. die Verwaltungseinheiten, denen es unterstand:
- ab 1728: Heiliges Römisches Reich, Fürstentum Nassau-Usingen, Amt Wehen
- 1787: Heiliges Römisches Reich, Fürstentum Nassau-Usingen, Oberamt oder Herrschaft Wehen
- ab 1806: Herzogtum Nassau, Amt Wehen
- ab 1816: Herzogtum Nassau[Anm. 1], Amt Wehen
- ab 1849: Herzogtum Nassau, Regierungsbezirk Wiesbaden, Kreisamt Langen-Schwalbach[Anm. 2]
- ab 1854: Herzogtum Nassau, Regierungsbezirk Wiesbaden, Amt Wehen
- ab 1867: Norddeutscher Bund[Anm. 3], Königreich Preußen, Provinz Hessen-Nassau, Regierungsbezirk Wiesbaden, Untertaunuskreis[Anm. 4]
- ab 1871: Deutsches Reich, Königreich Preußen, Provinz Hessen-Nassau, Regierungsbezirk Wiesbaden, Untertaunuskreis
- ab 1918: Deutsches Reich, Freistaat Preußen, Provinz Hessen-Nassau, Regierungsbezirk Wiesbaden, Untertaunuskreis
- ab 1944: Deutsches Reich, Freistaat Preußen, Provinz Nassau, Untertaunuskreis
- ab 1945: Amerikanische Besatzungszone, Groß-Hessen, Regierungsbezirk Wiesbaden, Untertaunuskreis
- ab 1946: Amerikanische Besatzungszone, Land Hessen, Regierungsbezirk Wiesbaden, Untertaunuskreis
- ab 1949: Bundesrepublik Deutschland, Land Hessen, Regierungsbezirk Wiesbaden, Untertaunuskreis
- ab 1968: Bundesrepublik Deutschland, Land Hessen, Regierungsbezirk Darmstadt, Untertaunuskreis
- ab 1972: Bundesrepublik Deutschland, Land Hessen, Regierungsbezirk Darmstadt, Untertaunuskreis, Stadt Taunusstein[Anm. 5]
- ab 1977: Bundesrepublik Deutschland, Land Hessen, Regierungsbezirk Darmstadt, Rheingau-Taunus-Kreis, Stadt Taunusstein

### Einwohnerentwicklung
Quelle: Historisches Ortslexikon
| • 1593:    | 36 Hausgesesse   |
| • 1615:    | 24 Hausgesesse   |
| • 1629:    | 27 Hausgesesse   |
| • 1670:    | 5 Hausgesesse    |
| • Um 1700: | ca. 50 Einwohner |
| • 1747:    | 14 Wohnhäuser    |

| Wingsbach: Einwohnerzahlen von 1821 bis 2020 | Wingsbach: Einwohnerzahlen von 1821 bis 2020 | Wingsbach: Einwohnerzahlen von 1821 bis 2020 | Wingsbach: Einwohnerzahlen von 1821 bis 2020 | Wingsbach: Einwohnerzahlen von 1821 bis 2020 |
| --- | -------------------------------------------- | -------------------------------------------- | -------------------------------------------- | -------------------------------------------- |
| Jahr |                                              |                                              |                                              | Einwohner                                    |
| 1821 | 1821                                         |                                              | 116                                          | 116                                          |
| 1834 | 1834                                         |                                              | 146                                          | 146                                          |
| 1840 | 1840                                         |                                              | 157                                          | 157                                          |
| 1846 | 1846                                         |                                              | 155                                          | 155                                          |
| 1852 | 1852                                         |                                              | 150                                          | 150                                          |
| 1858 | 1858                                         |                                              | 158                                          | 158                                          |
| 1864 | 1864                                         |                                              | 188                                          | 188                                          |
| 1871 | 1871                                         |                                              | 194                                          | 194                                          |
| 1875 | 1875                                         |                                              | 198                                          | 198                                          |
| 1885 | 1885                                         |                                              | 197                                          | 197                                          |
| 1895 | 1895                                         |                                              | 210                                          | 210                                          |
| 1905 | 1905                                         |                                              | 232                                          | 232                                          |
| 1910 | 1910                                         |                                              | 232                                          | 232                                          |
| 1925 | 1925                                         |                                              | 208                                          | 208                                          |
| 1939 | 1939                                         |                                              | 196                                          | 196                                          |
| 1946 | 1946                                         |                                              | 297                                          | 297                                          |
| 1950 | 1950                                         |                                              | 312                                          | 312                                          |
| 1956 | 1956                                         |                                              | 304                                          | 304                                          |
| 1961 | 1961                                         |                                              | 314                                          | 314                                          |
| 1967 | 1967                                         |                                              | 439                                          | 439                                          |
| 1970 | 1970                                         |                                              | 488                                          | 488                                          |
| 1983 | 1983                                         |                                              | 790                                          | 790                                          |
| 1994 | 1994                                         |                                              | 837                                          | 837                                          |
| 2000 | 2000                                         |                                              | 764                                          | 764                                          |
| 2011 | 2011                                         |                                              | 741                                          | 741                                          |
| 2015 | 2015                                         |                                              | 766                                          | 766                                          |
| 2020 | 2020                                         |                                              | 737                                          | 737                                          |
| Datenquelle: Historisches Gemeindeverzeichnis für Hessen: Die Bevölkerung der Gemeinden 1834 bis 1967. Wiesbaden: Hessisches Statistisches Landesamt, 1968. Weitere Quellen: LAGIS; Stadt Taunusstein; Zensus 2011 |                                              |                                              |                                              |                                              |

### Religionszugehörigkeit
Quelle: Historisches Ortslexikon
| • 1885: | 191 evangelische (= 96,95 %), 6 katholische (= 3,05 %) Einwohner   |
| • 1961: | 234 evangelische (= 74,52 %), 78 katholische (= 24,84 %) Einwohner |

## Politik
Für Wingsbach besteht ein Ortsbezirk (Gebiete der ehemaligen Gemeinde Wingsbach) mit Ortsbeirat und Ortsvorsteher nach der Hessischen Gemeindeordnung.
Der Ortsbeirat besteht aus sieben Mitgliedern. Seit den Kommunalwahlen 2021 gehören ihm sieben Mitglieder der Liste „Wingsbacher für Wingsbach“ (WfW) an. Ortsvorsteherin ist Stefanie Hofstetter (WfW).

## Kulturdenkmäler
- Scheidertalstraße 214; Scheune
- Scheidertalstraße 215; Rathaus
- Wünostraße 7; Hofreite
- Wünostraße 16; Hofreite